# ステファニー・ブリュースター・ブリューワー・テイラー・アレクサンダー
ステファニー・ブリュースター・ブリューワー・テイラー・アレクサンダー（Stephanie Brewster Brewer Taylor Alexander、1941年9月1日 - 2023年11月20日）は、アメリカ合衆国の数学者、イリノイ大学アーバナ・シャンペーン校の数学名誉教授。彼女の主たる研究分野は微分幾何学と距離空間である
アレクサンダーは1967年にイリノイ大学アーバナ・シャンペーン校で博士号を取得。リチャード・L・ビショップの指導を受けて、論文『低余次元のユークリッドはめ込みの可約性』を発表した。彼女はイリノイ大学アーバナ・シャンペーン校において半日講師の教員となり、1972年に正規教員となった。2014年、彼女はアメリカ数学会において「幾何学への貢献、質の高い議論、非凡な数学教育」を評価され、フェローに選出された。
2023年11月20日に死去。82歳没。